# Hermandad de Santa Genoveva (Sevilla)
La Hermandad de Santa Genoveva es una cofradía de culto católico establecida en la iglesia de Santa Genoveva del barrio de Tiro de Línea de la ciudad de Sevilla, Andalucía, España.
Su nombre completo es el de Hermandad y Cofradía de Nazarenos del Santísimo Sacramento, Nuestro Padre Jesús Cautivo en el Abandono de sus Discípulos, y Nuestra Señora de las Mercedes Coronada y San Juan Evangelista en la Tercera Palabra, Inmaculada Milagrosa y Santa Genoveva, y realiza su estación de penitencia hasta la catedral de Sevilla el día de Lunes Santo durante los actos de celebración de la Semana Santa en Sevilla.

## Historia
Fue fundada en abril de 1956 bajo el nombre de Hermandad y Cofradía de Nazarenos de Nuestro Padre Jesús Cautivo en el Abandono de sus Discípulos y Nuestra Señora de las Mercedes y San Juan Evangelista en la Tercera Palabra, aunque desde sus comienzos fue conocida como El Cautivo. Sus primeras reglas fueron aprobadas el mismo año por José María Bueno Monreal, cardenal-arzobispo de Sevilla, en las que establecía su sede canónica en la iglesia de Santa Genoveva, realizando su salida penitencial el día de Lunes Santo y adoptando el lema "Por un mundo mejor", obtenido del movimiento promovido por el pontífice Pío XII en 1952.
Desde su inicio quedó estrechamente vinculada a la Orden de la Merced, redentora de cautivos, siendo fray Amerio Sancho Blanco, mercedario y abad del monasterio de Santa María de Monte Líbano, el autor del prólogo de sus primeras reglas. En ellas también se refleja la primera junta de gobierno, siendo designado como primer hermano mayor a Antonio Lerate Sataella, y primer director espiritual Julio Rodríguez La Horra, párroco de Santa Genoveva. Además, desde su fundación la imagen de María Santísima de la Esperanza Macarena tiene el título de protectora de la corporación.
Su primera estación de penitencia la realizó en 1957 con una comisión de ocho nazarenos, que acompañó a la Hermandad de Santa Marta, y un año más tarde la realizó con su cortejo procesional al completo, incluidos los titulares. La llegada a la catedral de Sevilla produjo admiración, por el largo recorrido que había realizado desde el extrarradio de la ciudad.
En el año 2006, con motivo del 50.º aniversario de su fundación, la imagen titular de Nuestra Señora de las Mercedes realizó una Procesión Extraordinaria por las calles de su barrio. Vistió el manto El Camaronero que Rodríguez Ojeda realizó para la Esperanza Macarena, y que su hermandad prestó como señal del vínculo que une a ambas hermandades.
El Lunes Santo 2015 Felipe VI presenció la procesión de esta hermandad en la Plaza de España y recibió una medalla de la cofradía.

## Imágenes titulares y pasos
La hermandad realiza su estación de penitencia con dos pasos diferentes:

### Jesús Cautivo

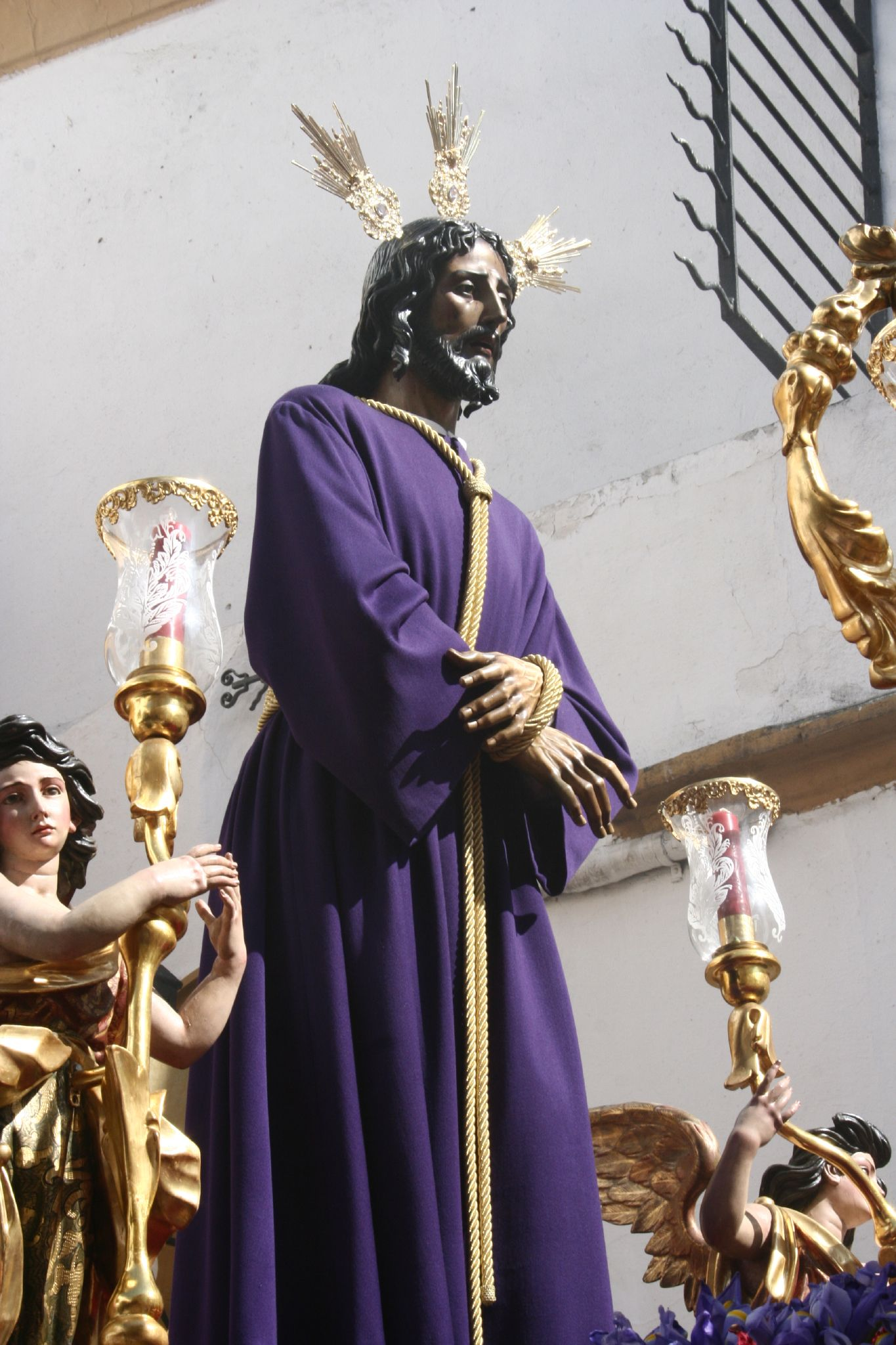
Jesús Cautivo

El primer paso de la hermandad está presidido por la imagen de Nuestro Padre Jesús Cautivo, obra de José Paz Vélez, que la realizó entre julio de 1956 y febrero de 1957. Está realizado en madera policromada, con una altura de 183 centímetros, viste hábito talar color púrpura y representa a Jesucristo solo, de pie y maniatado, tras ser prendido en el Huerto de los Olivos y abandonado por los discípulos. 
El paso es una obra de Antonio Martín Fernández en estilo neobarroco. Está realizado en líneas rectas, con bombo y perfiles en el canasto, y lleva cartelas con las escenas del Nacimiento de la Virgen, Visitación, la Natividad, Jesús entre los doctores, Cristo en la columna, la coronación de espinas, la calle de la Amargura y el camino al calvario. Las parihuelas miden 2.20 m. x 3.70 m. x 1.54 m. 
El paso lleva un llamador que presenta un roleo en el que se aprecia un querubín tenante con cartela y escudo de la hermandad, obra de Jesús Domínguez Vázquez (1981). Además, lleva candelabro de guardabrisas, con respiraderos dorados por Antonio Sánchez González en 1974. En el paso aparece un relicario que porta una reliquia de la Roca de la Agonía, situada en el paso en 1986, repujado por hijos de Juan Fernández. Figuran ángeles mancebos ante los candelabros de las esquinas, otros dos en el centro alto del canasto y querubines, esculturas todas ellas labradas por Francisco Buiza Fernández (1959). 

### Nuestra Señora de las Mercedes Coronada.

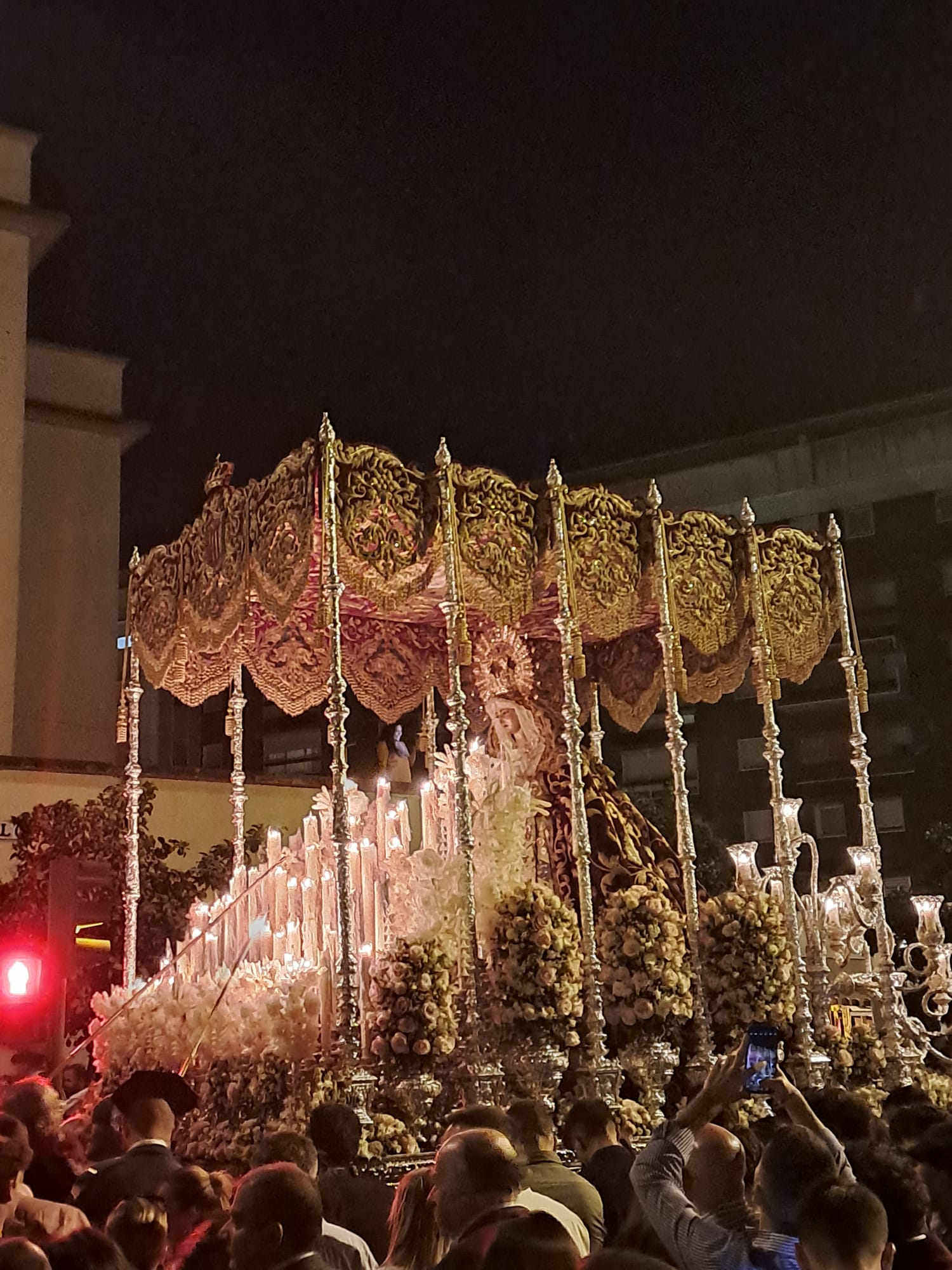
Imagen de Nuestra Señora de las Mercedes.

La imagen de Nuestra Señora de las Mercedes también es obra del imaginero José Paz Vélez, realizada y bendecida en 1956, y fue donada por Antonio Lerate Santaella, primer hermano mayor de la hermandad. Está realizada en pino de Flandes, con una altura de 170 centímetros. Es del tipo andaluz de candelero, con la cabeza inclinada y la mirada baja. Tiene ojos de cristal y pestañas postizas, y le recorren dos lágrimas la mejilla derecha y una la izquierda; la boca aparece entreabierta, dejándose ver los dientes tallados.
Luce corona de oro de ley de 18 quilates, realizada por Jesús Domínguez a partir de varias joyas recogidas anónimamente por Antonio González Abato en el barrio, que le fue impuesta en 1972 por José María Bueno Monreal, arzobispo de Sevilla. En 1997, el arzobispo de Sevilla Carlos Amigo Vallejo elevó al rango de canónica la coronación de la Virgen de 1972, y finalmente en 1999 el Ayuntamiento de Sevilla le concedió la medalla de oro de la ciudad, que le fue impuesta el 23 de septiembre del mismo año de manos del alcalde Alfredo Sánchez Monteseirín.
Luce manto granate de Esperanza Elena Caro, con añadidos bordados de Juan Manuel Rodríguez Ojeda, adquiridos a la Hermandad Madre de Dios del Rosario, de Triana (1971). Fue regalado por el barrio, con su palio a juego y una saya de raso de seda bordada en oro, y la candelería en plata repujada.
El palio es de estilo neobarroco, con respiraderos rectilíneos, molduras y pilastras de ornamentación vegetal y paños de casetones llevando en el centro cartelas. El juego de jarras fue realizado en el taller de Villarreal (1958), los candelabros de cola en el taller de Villarreal (1961), la peana es de Jesús Domínguez Vázquez (1960), y los varales (1971) y la candelería (1980) de Hijos de Juan Fernández. El frontal está bordado en oro a realce, de sedas de colores y malla de oro en el taller de Sobrinos de José Caro (1965). Completa el conjunto una reproducción de la Virgen de la Esperanza Macarena, en plata de ley, que la Hermandad de la Esperanza Macarena regaló a la de Santa Genoveva con motivo de su primera salida procesional. La miniatura, que figura en al principio de la entrecalle de la candelería, fue realizada por Fernando Marmolejo (1960).

## Túnicas
Túnica blancas con antifaces y capas de color negro y correas mercedarias. En el antifaz llevan el escudo mercedario.

## Paso por la carrera oficial
| Predecesor: El Beso de Judas | Orden de entrada en la carrera oficial (Lunes Santo) 3º lugar | Sucesor: Santa Marta |